# Quartier Notre-Dame

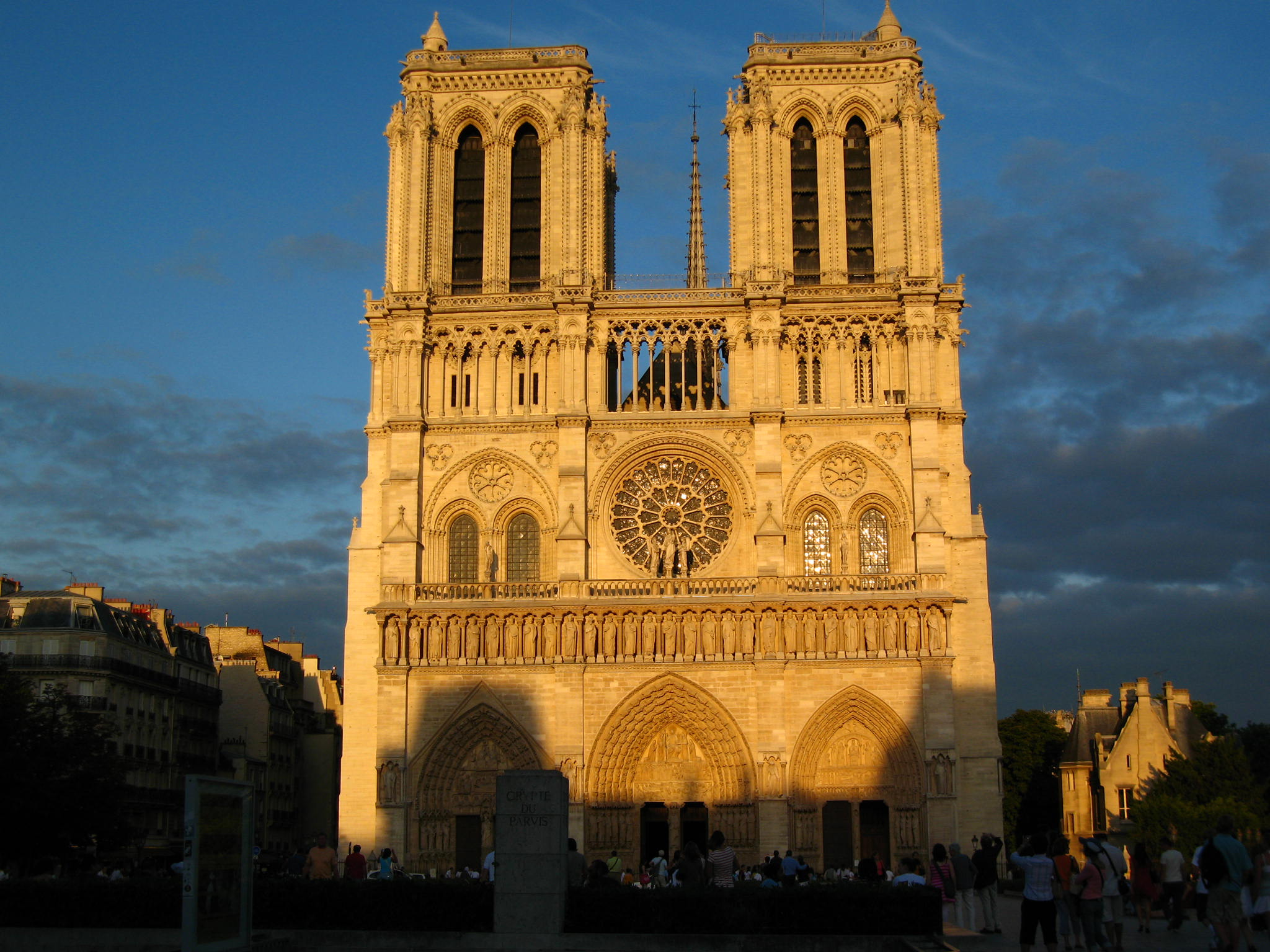
Západní průčelí Notre-Dame

Quartier Notre-Dame (čtvrť Panny Marie) je 16. administrativní čtvrť v Paříži, která je součástí 4. městského obvodu. Má rozlohu 37,9 ha a zahrnuje východní část ostrova Cité a celý ostrov Svatého Ludvíka. Její hranice proto tvoří řeka Seina, pouze na západě ji od sousedního 1. obvodu odděluje Boulevard du Palais.
Čtvrť byla pojmenována podle katedrály Notre-Dame stojící na ostrově Cité.

## Vývoj počtu obyvatel
| Rok sčítání | Počet obyvatel | Hustota zalidnění (ob./km²) |
| ----------- | -------------- | --------------------------- |
| 1954        | 10 093         | 26 631                      |
| 1962        | 8 461          | 22 324                      |
| 1968        | 6 987          | 18 435                      |
| 1975        | 5 980          | 15 778                      |
| 1982        | 4 880          | 12 876                      |
| 1990        | 4 267          | 11 259                      |
| 1999        | 4 087          | 10 784                      |